# Frédéric Lemaître
Frédéric Lemaître (* um 1965 in Nordfrankreich) ist ein französischer Journalist der Tageszeitung Le Monde in Paris und Autor.

## Karriere
Frédéric Lemaître schloss im Jahr 1986 sein Studium des Journalismus an der École supérieure de journalisme de Lille mit einem Diplom ab. Seinen Einstieg in den Journalismus bewältigte er als Redakteur des Gewerkschaftsmagazins CFDT-Magazine von 1985 bis 1988. Anschließend war er bis 1995 Reporter und Stellvertretender Chefredakteur im Bereich „Soziale Verbindungen“ desselben Mediums.
Im Jahr 1995 kam er zur Zeitung Le Monde, der wichtigsten meinungsbildenden Zeitung Frankreichs und arbeitete dort zunächst als Industriereporter. Von 2003 bis 2007 war er Chefredakteur in der Rubrik Wirtschaft und Unternehmen. Seit Mai 2007 schreibt er auch Leitartikel für Le Monde. Von August 2010 bis Juli 2016 war er Korrespondent seiner Zeitung in Deutschland mit Redaktionsbüro in Berlin. Seither ist Lemaître wieder in die Zentralredaktion in Paris.
Zum Abschluss seines Deutschland-Aufenthalts schrieb er im Juli 2016 die persönlichen Gedanken über seine Berliner Zeit in seinem Blog bei Le Monde nieder, die auch in einem Artikel der Heinrich-Böll-Stiftung publiziert wurden, Titel: Ich werde mich daran erinnern: Meine Zeit als Korrespondent in Deutschland.
Lemaître ist Autor mehrerer Bücher, u. a. Comprendre la mondialisation (1986), Les 35 heures (1998), Grands patrons, la fin d’un monde (2003).